# Middlebourne
Middlebourne é uma cidade  localizada no estado norte-americano de Virgínia Ocidental, no Condado de Tyler.

## Demografia
Segundo o censo norte-americano de 2000, a sua população era de 870 habitantes.
Em 2006, foi estimada uma população de 847, um decréscimo de 23 (-2.6%).

## Geografia
De acordo com o United States Census Bureau tem uma área de
1,0 km², dos quais 1,0 km² cobertos por terra e 0,0 km² cobertos por água. Middlebourne localiza-se a aproximadamente 226 m acima do nível do mar.

## Localidades na vizinhança
O diagrama seguinte representa as localidades num raio de 20 km ao redor de Middlebourne.